# Poverty Bay
Poverty Bay (maor. Tūranganui-a-Kiwa) – zatoka Oceanu Spokojnego, u wschodniego wybrzeża Wyspy Północnej Nowej Zelandii.
U wejścia zatoka liczy 10 km szerokości, a wcina się w głąb lądu na odległość 6 km. Nad jej północnym brzegiem położone jest miasto Gisborne.
Zatoka była miejscem pierwszego lądowania Jamesa Cooka w Nowej Zelandii, które miało miejsce w 1769 roku, na statku „Endeavour”. W wyniku nieporozumień między załogą Cooka a tubylczą ludnością zginęło kilku Maorysów. Załodze nie udało się zdobyć zaopatrzenia, stąd też Cook nadał zatoce nazwę Poverty Bay, która oznacza w języku angielskim „zatokę ubóstwa”. 
Region Poverty Bay był miejscem zamieszek na początku XIX w., gdy Maorysi opierali się podejmowanym przez Europejczyków próbom przejęcia ich ziem. 